# Wonderful World!!
《Wonderful World!!》（日語：ワンダフル ワールド!!），為關西傑尼斯8於2010年6月30日發售的第14張單曲。

## 概要
- 主打歌《Wonderful World!!》為朝日電視台所制作、關西傑尼斯8的綜藝旅遊節目冒険JAPAN! 関ジャニ∞MAP的片尾曲。
- 首週銷量超過24.5萬張，獲得Oricon公信榜週榜第1名。
- 是自去年11月發售的「急☆上☆Show!!」以來，第4張首週銷量破20萬張的單曲。

## 收錄曲

### 初回限定盤A
1. 《Wonderful World!!》
  - 作詞・作曲：ROADIE　編曲：久米康隆
2. 《浮世踊リビト》
  - 作詞・作曲：TAKESHI　編曲：久米康隆・TAKESHI

#### 特典DVD
- 《Wonderful World!!》Music Clip

### 初回限定盤B
1. 《Wonderful World!!》
2. 《浮世踊リビト》

#### 特典DVD
- 《プロローグ・オブ・パッチ #1〜4》

### 通常盤
1. 《Wonderful World!!》
2. 《浮世踊リビト》
3. ワッハッハー“PUZZLE”Remix
4. ローリング・コースター“PUZZLE”Remix
5. Wonderful World!!（オリジナル・カラオケ）
6. 浮世踊リビト（オリジナル・カラオケ）